# Mozart e escatologia

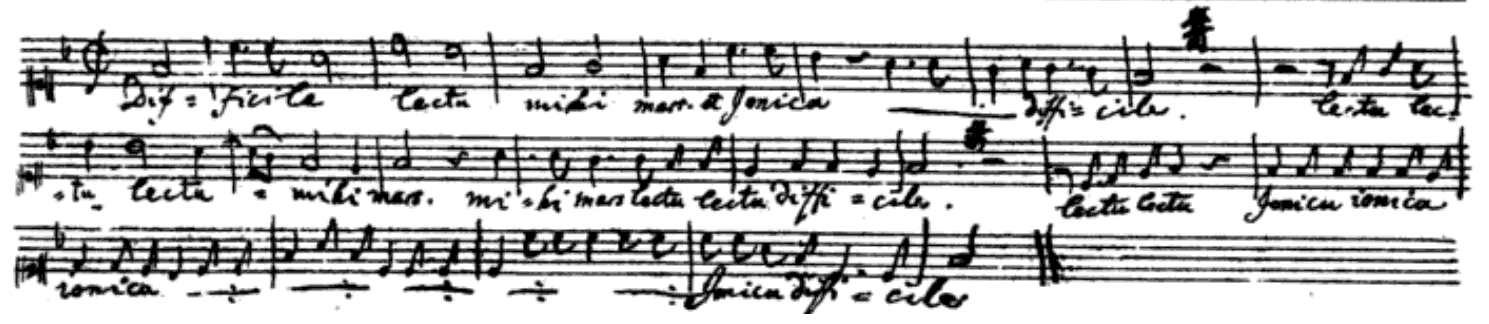
Reprodução do manuscrito original do cânone de Mozart "Difficile lectu". As palavras "lectu mihi mars" eram suposto soar como "Leck du mich im Arsch" ("lambe o meu rabo"), uma frase comumente usada no círculo da família de Mozart.

Wolfgang Amadeus Mozart apresentava humor escatológico nas suas cartas e múltiplas composições recreativas. Este material tem sido um enigma para os estudiosos de Mozart. Alguns académicos tentam entende-lo no que toca ao seu papel na família Mozart, na sua sociedade e nos seus tempos; outros tentam entende-lo como um resultado de uma "lista impressionante" de condições psiquiátricas do qual se diz que Mozart teria.

## Exemplos

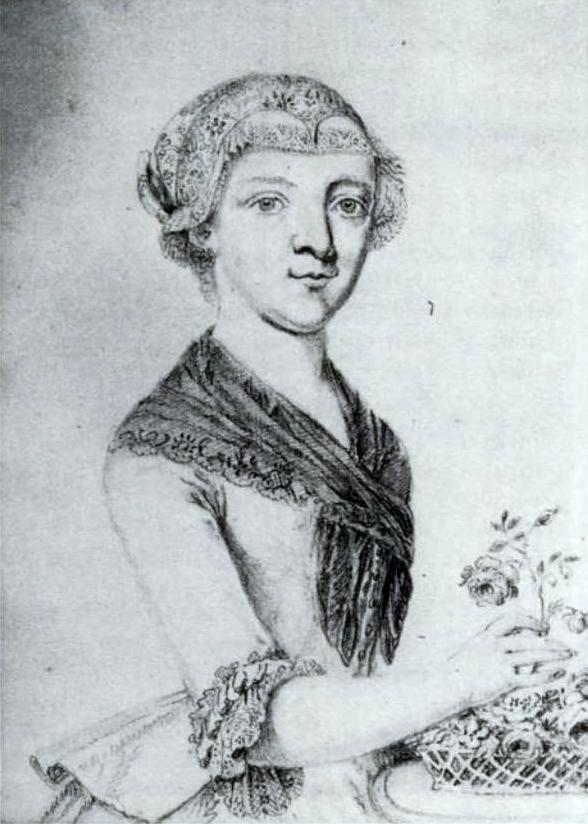
Auto-retrato em lápis de Maria Anna Thekla Mozart, de 1777 ou 1778

Uma carta datada de 5 de novembro de 1777 para a prima de Mozart, Maria Anna Thekla Mozart, é um exemplo do uso de Mozart de escatologia. O original alemão é um verso rimado.

Bem, eu desejo-te uma boa noite, mas primeiro,

Defeca na tua cama e fá-lo explodir.

Dorme profundamente, meu amor

Na tua boca o teu rabo tu enfiarás
O cânone de Mozart "Leck mich im Arsch" K. 23 (K6 382c) inclui a letra:

Leck mich im A[rsch] g'schwindi, g'schwindi!
Isto traduziria para "lambe-me o rabo, rápido, rápido"
"Leck mich im Arsch" é um vulgarismo padrão em alemão, eufesmiticamente chamado de saudação da Suábia (em alemão:  schwäbischer Gruß). Embora em alemão contemporâneo seria "Leck mich am Arsch."

## Contexto
O musicólogo David Schroeder escreve:
A passagem do tempo criou um golfo quase intransponível entre nós e o tempo de Mozart, forçando-nos a interpretar mal as suas cartas escatológicas ainda mais drasticamente que as suas outras cartas. Muito simplesmente, estas cartas embaraçam-nos, e nós tentámos suprimir-las, trivializar-las, ou explicar-las fora do cânone epistolar com desculpas patológicas.
Por exemplo, quando Margaret Thatcher foi informada da escatologia de Mozart durante uma visita ao teatro para ver a peça de Peter Shaffer, Amadeus, o diretor Peter Hall conta:
Ela não estava contente. No seu melhor estilo de diretora, ela ralhou comigo por ter feito uma peça que demonstrava Mozart como um diabrete escatológico com um amor por palavras de quatro letras. Era inconcebível, ela disse, que um homem que escreveu música tão requintada e elegante pudesse ser tão desbocado. Eu disse que as cartas de Mozart provavam que ele era isso: ele tinha um senso de humor extraordinariamente infantil ... "Eu não acho que você ouviu o que eu disse", respondeu a Primeira Ministra. "Ele não podia ser assim". Eu ofereci (e enviei) uma cópia das cartas de Mozart para o Número Dez no dia seguinte; eu até recebi agradecimento pela Secretária Privado apropriada. Mas foi em vão: a Primeira Ministra disse que estava errado, então errado eu estava.

### Cartas
Benjamin Simkin, um endocrinologista, estima que 39 das cartas de Mozart incluíssem passagem escatológicas. Quase todas eram dirigidas à própria família, especificamente ao seu pai Leopold, à sua mãe Anna Maria, à sua irmã Nannerl, e a sua prima Maria Anna Thekla Mozart. Segundo Simkin, Leopold, Anna Maria and Nannerl também incluíam humor escatológico nas suas cartas. Assim, Anna Maria escreveu ao seu marido (26 de setembro de 1777; o original é em rima):

Addio, ben mio. Fica bem, meu amor.

Na tua boca o teu rabo enfiarás.

Desejo-te uma boa noite, meu querido,

Mas primeiro, defeca na tua cama e fá-lo explodir.
Até o relativamente puritano Leopold usou uma expressão escatológica em uma carta.
Várias das cartas escatológicas de Mozart foram escritas para Maria Anna Thekla Mozart, a sua prima (e interesse amoroso provável, segundo o musicólogo Maynard Solomon). Estas são normalmente chamadas de "Cartas Bäsle", vindo da palavra alemã Bäsle, uma forma diminutiva significando "pequena prima". Nestas cartas, escritas depois de Mozart passar duas agradáveis semanas com a sua prima em Augsburgo, a escatologia é combinada com um jogo de palavras e referências sexuais. O acadêmico americano Robert Spaethling fez uma tradução de parte de uma carta que Mozart mandou de Mannheim a 5 de novembro de 1777:

Querida prima!

Recebi a tua valiosa carta, e eu notei e adorei teu meu tio, a minha tia, e tu também, estão bem. Nós, também graças a Deus, estamos bem ... Tu escreves mais, de facto pões tudo para fora, expões-te, deixas-te ser ouvida, anuncias-te, declaras-te, indicas-te, trazes-me boas notícias, anuncias-te a mim, declaras à luz do dia, exiges, desejas, sonhas, queres, gostas, comandas que eu, também, devia podia enviar-te o meu retrato. Eh bien, eu irei mandá-lo falha-lo com certeza. Oui, pelo amor da tua pele, defeco no teu nariz, para que te corra pelo queixo...
Uma das cartas que Mozart escreveu ao seu pai enquanto visitava Augsburgo conta um encontro que Mozart e a sua prima tiveram com um padre chamado Pai Emilian:

[Ele era] um parvo arrogante e um pequeno simplório da sua profissão ...  finalmente quando ele estava um pouco bêbado, o que aconteceu rápido, ele começou a falar de música. Ele cantou um cânone, e disse: Eu nunca na minha vida ouvi algo tão bonito ... Ele começou. Eu fiquei com a terceira voz, mas eu escorreguei para um texto totalmente diferente: 'P[ater] E: o du schwanz, leck mich im arsch' ["Pai Emilian, oh seu parvo, lambe-me no rabo"]. "Sotto voce", para a minha prima. Então rimo-nos juntos por outra meia hora.

### Música
A música escatológica de Mozart era muito provavelmente recreativa e partilhada entre um grupo fechado de amigos inebriados. Todas elas são cânones (rondas), nos quais cada voz entra com as mesmas palavras e música seguindo um atraso da voz anterior. O musicólogo David J. Buch escreve:

Pode parecer estranho que Mozart tenha feito cópias justas, introduziu estes itens no catálogo dos trabalhos pessoais (no qual ele cuidou de omitir trabalhos efêmero) e permitiu copiar-las. A razão pela qual ele favoreceu estas peças pequenas e cruas de maneiras semelhantes aos seus trabalhos mais sérios de importantes continua um mistério.

### Reações da família e amigos
A historiadora Lucy Coatman argumenta que Maria Anna Thekla e Mozart partilhariam um senso de humor, algo que ela acredita que tem sido "descartado durante muita da historiografia neste conjunto de correspondência". Enquanto académicos não estão cientes das suas respostas ao primo, pode ser assumido do que se sabe da sua relação e da sua correspondência continuado que ela provavelmente não se ofendia pelas referências vulgares de Mozart.
Em 1798, Constanze mandou as cartas Bäsle do seu falecido marido ao publicadores Breitkopf & Härtel, que na altura estavam a recolher material na esperança de preparar uma biografia de Mozart. Na carta a acompanhar, ela escreveu "Embora num gosto duvido, as cartas para o seu primo estão cheias de inteligência e merecem menção, embora não possam claro ser publicadas na sua totalidade." K.A Aterman sugere que esta ambivalência é um resultado da "mudança no gosto e o 'refinamento' a espalhar-se, e em, a crescente classe média." no início do século 19.

### No século XVIII

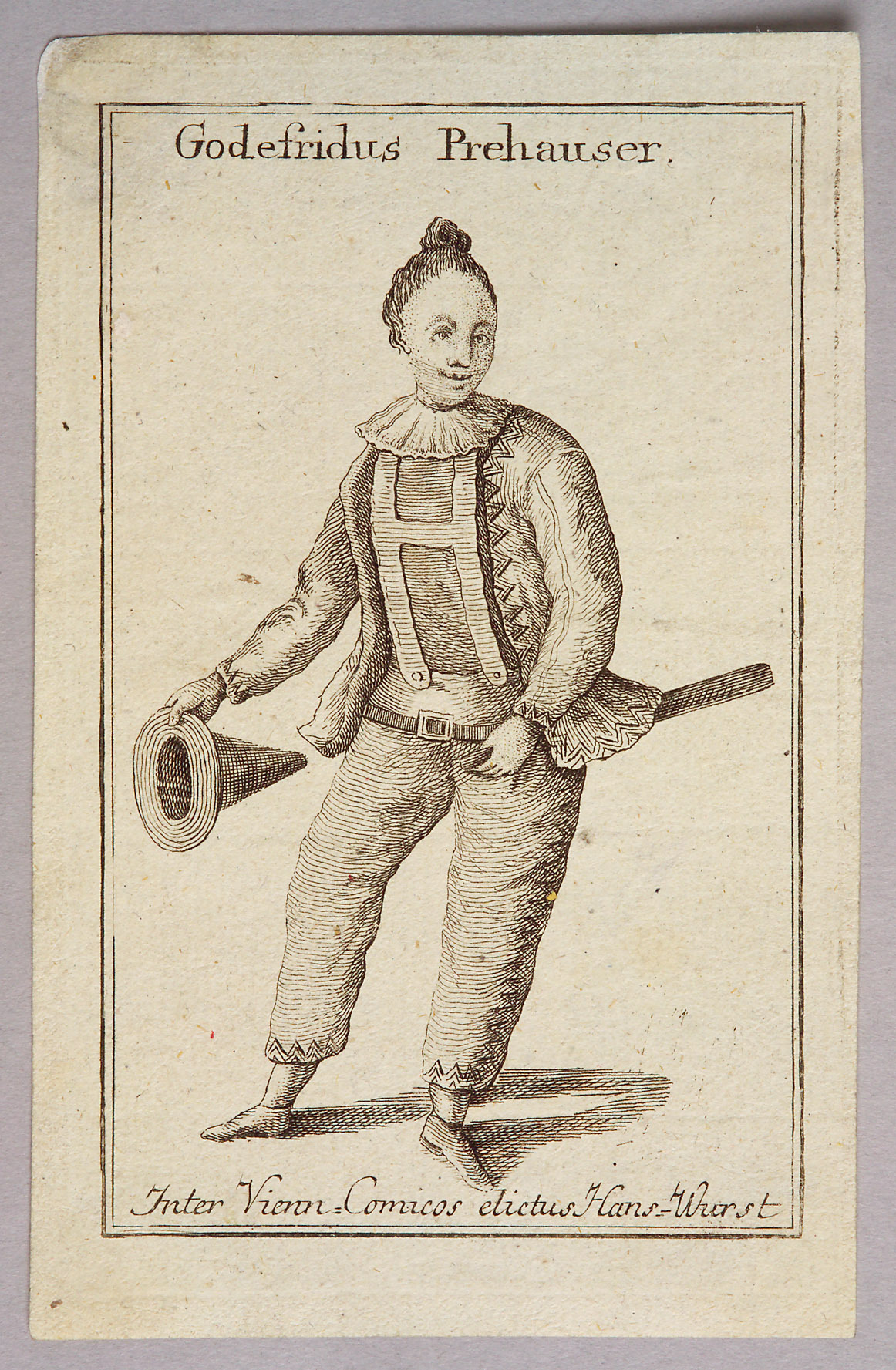
Gottfried Prehauser, um ator de Viena do século XVIII, a fazer de Hanswurst

Schroeder (1999) sugere que no século XVIII o humor escatológico era muito mais público e "convencional". O teatro popular da língua alemã do tempo de Mozart era influenciado pela Commedia dell'arte italiano e dava ênfase à personagem Hanswurst, uma personagem grosseira e robusta que entretia o seu público a fazer de conta que comia objetos grandes e improváveis (por exemplo, um vitelo inteiro), e depois defecava-os.
Schroeader sugere uma sub-camada política à escatologia no teatro popular: os seus espectadores viviam sob um sistema de aristocracia hereditária que os excluía de participação política. A vulgaridade do teatro popular escatológico era um contraponto à cultura refinada imposta. Uma das cartas de Mozart descreve aristocratas em termos escatológicos; ele identifica os aristocratas presentes num concerto em Augsburgo (1777) como "a Duquesa Idiota, a Condessa Mijonadeprazer, a Princessa Fedorenta, e os dois Príncipes Barrigudo von Pénisdeporco".

### Na cultura alemã
O folclorista e antropologista cultural Alan Dundes sugeriu que o interesse em ou tolerância para temas escatológicos é um traço específico na cultura nacional alemã, um que é permaneceu até aos dias de hoje:

No folclore alemão, um encontra um número excessivo de textos sobre analidade. Scheiße (merda), Dreck (sujeira), Mist (estrume), Arsch (rabo), e outras locuções são normais. Canções, contos, discursos folclóricos, provérbios—todos atestam ao interesse especial alemão de longa data nessa área de atividade humana. Eu não estou a dizer que outras pessoas da mundo não expressem uma preocupação saudável por esta área, mas sim que os alemães parecem mais preocupados com tais temas. É assim não tanto sobre diferença mas sobre grau.
Dundes (1984) oferece uma cobertura ampla do humor escatológico de Mozart, mas também cita textos de Martinho Lutero, Johann Wolfgang von Goethe, Heinrich Heine, e outros que ajudaram a formar a cultura alemão. Karhausen (1993) afirma que "escatalogia era comum na Mitteleuropa [Europa central]", notando por exemplo que o colega de Mozart Michael Haydn também escreveu um cânone escatológico.
Algumas frases usados por Mozart no seu material escatológico não eram originais mas parte do folcore e cultura do seu tempo: o professor alemão Mieder (2003) descreve as cartas Bäsle como envolvendo "a jogada intencional de Mozart com o que é na sua maioria discurso folclore preformulado". Um exemplo dado por Robert Spaethling é a origem folclórica da frase, "Gute Nacht, scheiß ins Bett dass' Kracht", segundo Spaethling sendo uma "rima de crianças que ainda existe nas áreas de língua alemã do sul." Também, quando Mozart cantava para Aloysia Weber as palavras "Leck mich das Mensch im Arsch, das mich nicht will" ("Quem não me quiser pode-me lamber o rabo") na ocasião de ser rejeitado por ela romanticamente, ele estava evidentemente a cantar uma melodia folclore já existente, não uma canção da sua própria invenção.

## Relatos médicos
Um observador do início do século XX que suspeitava que os materiais escatológicos de Mozart podiam ser interpretados por patologias psicológicas era o escritor austríaco Stefan Zweig, que juntou uma grande coleção de manuscritos musicais. A sua coleção incluía as cartas Bäsle (na altura, não lançadas) como também os autógrafos dos cânones escatológicos de Mozart "Difficile lectu" e "O du eselhafter Peierl". Zweig mandou cópias das cartas Bäsle ao psiquiatra Sigmund Freud com a sugestão seguinte:

Estas nove cartas ... revelam muito psicologicamente acerca da sua natureza erótica, que, mais que qualquer outro homem importante, tem elementos de infantilismo e coprofilia. Seria um estudo muito interessante para um dos seus alunos.
Freud aparentemente recusou a sugestão de Zweig. Como Schroeder nota, psicobiógrafos posteriores apreenderam as cartas como provas para tendências psicopatológicas em Mozart.
Alguns autores nos anos 90 interpretaram o material como prova que Mozart teria síndrome de Tourette. Simkin catalogou as cartas escatológicas e comparou a sua frequência com vulgarismos semelhantes de outros membros da família Mozart—são mais frequentes. Os materiais escatológicos foram combinados por Simkin com relatos biográficos do tempo de Mozart que sugeriam que Mozart sofria dos tiques característicos do síndrome de Tourette. A sua alegação foi usada em jornais pelo mundo, causando uma sensação internacional, e sites da internet aumentaram a especulação.
Embora muito discutida, a hipótese Mozart/Tourette tem falhado em influenciar a opinião convencional neste assunto. De facto, o psiquiatra alemão Thomas Kammer (2007) diz que o trabalho que propõe a hipótese tem sido "prontamente e duramente" criticada. O comentário crítico afirma existir erro no diagnóstico e erros no estudo de Mozart. Kammer conclui que "síndrome de Tourette é um diagnóstico inventivo mas implausível na história médica de Mozart". Provas de tiques motores foram escassas e a noção que tiques vocais involuntários são transferidos para a forma escrita foi rotulada "problemática". Neurologista e autor Oliver Sacks publicou um editorial a disputar a alegação de Simkin, e a Associação do Síndrome de Tourette denotou a natureza especulativa desta informação. Nenhum especialista em síndrome de Tourette ou organização expressou concordância que exista provas credíveis para concluir que Mozart tinha Tourettes. Um especialista afirmou que "embora alguns sites listem Mozart como um indivíduo que tinha Tourettes ou Transtorno obsessivo-compulsivo, não é claro das descrições do seu comportamento que ele tivesse algum deles."
Coatman, que apoia uma explicação social e filológica da escatologia de Mozart, tem sugerido que tal diagnósticos retrospetivos revelam um problema com a leitura de cartas como um género. Seguindo o eticista Osamu Muramoto, ela afirma que "diagnósticos retrospetivos podem ser desafiados não só a um nível epistémico mas também a níveis ontológicos e éticos." Ela nota que ao projetar sensibilidades modernas nas cartas, académicos de vários campos têm "falhado em entender o contexto histórico, uso da língua em Salzburgo do século 18, e de facto, a personalidade de Mozart".

## Materiais escatológicos

### Em cartas
A compilação de Benjamin Simkin lista cartas escatológicas por Mozart aos seguintes indivíduos:
- o seu pai, Leopold Mozart: vinte cartas
- a sua mulher, Constanze Mozart: seis cartas
- a sua prima, Maria Anna Thekla Mozart: seis cartas
- a sua irmã, Maria Anna Mozart (Nannerl): quatro cartas
- A sua mãe, Anna Maria Pertl Mozart: uma carta
- a sua mãe e irmã juntas: uma cartas
- o seu amigo de Salzburgo Abbé Joseph Bullinger: uma carta
- o seu amigo, o maestro de coro Anton Stoll, para quem ele escreveu Ave verum corpus: uma carta

### Na música
Os cânones foram inicialmente publicados depois da morte de Mozart com letras expurgadas; por exemplo, "Leck mir den Arsch fein rein" ("Lambe-me no rabo bem e limpo") tornou-se "Nichts labt mich mehr als Wein" ("Nada me refresca mais que vinho"). Em alguns casos, apenas a primeira linha da letra escatológica original é preservada. A lista seguinte é ordenada por número do Catálogo Köchel. Vozes e datas conjuradas são de Zaslaw & Cowdery (1990)
- "Leck mich im Arsch" ("Lambe-me no rabo"), K. 231 (K6 382c), para seis vozes. Composta durante os anos de 1780s. Inicialmente publicada como "Lass froh uns sein" ("Vamos ser alegres").
- "Leck mir den Arsch fein recht schön sauber" ("Lambe-me o rabo bem e limpo"), K. 233 (K6 382d).  Inicialmente publicada como "Nichts labt mich mehr als Wein" ("Nada me refresca mais que vinho"). A música deste cânone foi pensada uma vez ser de Mozart mas foi mostrada em 1988 por Wolfgang Plath ser de Wenzel Trnka, originalmente às palavras italianas "Tu sei gelosa, è vero". Como os editores de Neue Mozart-Ausgabe notam, o trabalho quase de certeza devia ser considerado um trabalho de Mozart, mas como o autor da letra invés de o compositor[34]
- "Bei der Hitz im Sommer eß ich" ("No calor do verão eu como"), K. 234 (K6 382e). Como com K. 233, a música não é de Mozart; originalmente era o cânone "So che vanti un cor ingrato" de Wenzel Trnka.
- "Gehn wir im Prater, gehn wir in d' Hetz", K. 558, para quatro vozes. 1788 ou mais cedo.
- Difficile lectu mihi Mars, K. 559, para três vozes. C. 1786–1787.
- O du eselhafter Peierl, ("Oh, seu idiota Peierl") para quatro vozes, K. 560a. C. 1786–1787. Uma versão ligeiramente revisionada, "O du eselhafter Martin", é catalogada como K. 560b.
- "Bona nox" ("Boa noite") K. 561, para quatro vozes.  (Score). 1788 ou mais cedo.